# Osaczony (film 2005)
Osaczony (ang. Hostage) – amerykańsko-niemiecki film sensacyjny z 2005 roku w reżyserii Florenta-Emilia Siriego, zrealizowany na podstawie powieści Roberta Craisa pod tym samym tytułem. Zdjęcia kręcono w Kalifornii.

## Fabuła
Jeff Talley to ceniony policyjny negocjator. Jednak pewnego dnia jego akcja kończy się fiaskiem. Jego znajomy zabija żonę i syna, następnie popełnia samobójstwo, a on nie jest w stanie temu zapobiec. Po tych wydarzeniach Talley wyjeżdża z żoną i córką z Los Angeles i przyjmuje posadę szefa policji w miasteczku Bristo Camino w hrabstwie Ventura. Żyje tam wraz z dwójką dzieci księgowy mafii – wdowiec. 
Pewnego dnia do jego posiadłości włamuje się trójka młodzieńców – bracia Kevin i Dennis – i ich kolega, Marsh. Chcą oni ukraść samochód, ale gdy okazuje się, że warta wiele milionów posiadłość jest prawdziwą twierdzą, wpadają w panikę i biorą Waltera Smitha i jego dzieci za zakładników. Wkrótce do rezydencji przyjeżdża policjantka, która chce sprawdzić, co się dzieje. Postawiony pod ścianą Marsh zabija ją. Dennis z kolei rani Waltera. Do akcji wkracza cała policja w miasteczku. Talley ma negocjować z nastolatkami. Gdy nadchodzi noc, zostaje porwany przez szefów mafii, którzy mówią mu, że jeżeli nie ocali księgowego i jego rodziny, jego żona i córka zginą. Talleyowi i dwóm jego kolegom udaje się wywieźć z rezydencji rannego Waltera Smitha, wciąż pozostają w niej jednak jego nastoletnia córka i 9-letni syn. Ten zaś wydostaje się ze swojego pokoju, w którym był więziony, i zaczyna szukać wyjścia. Jednocześnie nawiązuje kontakt z Talleyem, który obiecuje pomóc mu i jego siostrze. Tymczasem Marsh zaczyna się kłócić z Kevinem i Dennisem oraz gwałcić córkę księgowego – Jennifer. W końcu po większej kłótni Marsh zabija obydwu braci, spychając Kevina z werandy, a do Dennisa strzelając. Małemu Tommy'emu udaje się przedostać do pokoju siostry i uwolnić ją. W tym momencie pojawia się Marsh, który ściga ich po całym domu. Gdy w końcu ich gubi, postanawia spalić cały dom. Dzieci odnajduje Talley. Marsh podpala cały dom, który staje w płomieniach. W rezydencji pojawia się jeden z szefów mafii, który próbuje zabić Talleya, ale zostaje przez niego zastrzelony. Chwilę później pojawia się słabnący Marsh, który upuszcza butelkę pełną paliwa na ziemię i po chwili ginie w płomieniach. Talley wyprowadza z domu Jennifer i Tommy'ego, którzy są już bezpieczni. Wraz z Walterem Smithem i szefami mafii jedzie do chaty na odludziu, gdzie mafia przetrzymuje jego żonę i córkę. Mafiozi odmawiają uwolnienia rodziny Talleya. Walter Smith zabija jednego z nich, a Talley pozostałych, po czym odjeżdża wraz z żoną i córką.

## Obsada
- Bruce Willis – Jeff Talley
- Kevin Pollak – Walter Smith
- Michelle Horn – Jennifer Smith
- Jimmy Bennett – Tommy Smith
- Ben Foster – Mars Krupcheck
- Jonathan Tucker – Dennis Kelly
- Marshall Allman – Kevin Kelly
- Serena Scott Thomas – Jane Talley
- Rumer Willis – Amanda Talley
- Tina Lifford – Laura Shoemaker
- Robert Knepper – Will Bechler